# Robert Petitjean
Pour les articles homonymes, voir Petitjean.
Robert Charles François Petitjean, né le 25 octobre 1887 à Ledeberg et mort le 23 novembre 1951 à Etterbeek, est un homme politique belge membre du Parti libéral.

## Biographie
Il est avocat près la Cour d'appel de Bruxelles. 
Dès 1910, il se lance dans la politique comme secrétaire de la Jeune-garde libérale de Saint-Josse-ten-Noode. Il épouse Mariette Gysen qui décède en 1921. 
Il est élu conseiller communal de Saint-Josse-ten-Noode et échevin des Finances puis de l'Instruction publique, conseiller provincial, député (1929-1932) et sénateur provincial de la province de Brabant (1933-34). 
Il est ministre des Arts et des Sciences dans les gouvernements Jaspar II (de mai 1931 à juin 1931) et Renkin (de juin 1931 à octobre 1932).
En 1934, Il démissionne de son siège de sénateur après avoir été pris dans les suites de l'Affaire Stavisky.
Il décède le 24 novembre 1951 à Etterbeek d'une congestion pulmonaire et est inhumé au cimetière de Saint-Josse-ten-Noode.

## Distinctions
- Officier de l'ordre de Léopold II (Belgique).
- Croix de guerre 1914-1918 (Belgique).
- Grand-croix de l'ordre d'Orange-Nassau (Pays-Bas).
- Grand-croix de l'ordre royal de Saint-Sava en 1933 (Yougoslavie).

## Sources
- Liberaal Archief